# Lethe privigna
Lethe privigna är en fjärilsart som beskrevs av John Henry Leech 1892. Lethe privigna ingår i släktet Lethe och familjen praktfjärilar. Inga underarter finns listade i Catalogue of Life.